# Erdélyi Gazda (folyóirat, 1869–1945)
Az Erdélyi Gazda az Erdélyi Gazdasági Egylet (EGE, 1939-től Erdélyi Magyar Gazdasági Egylet, EMGE) hivatalos lapja, mezőgazdasági folyóirat, amelyet Kolozsvárt 1869-ben alapítottak. 1945-ig élt, majd 1989 után indították újra.

## Működése
Eredetileg kéthetenként, olykor hetenként, 1920 után rendszeresen havonként egyszer jelent meg. 1918 októberétől 1920 júniusáig megjelenése szünetelt. Célja a korszerű mezőgazdasági ismeretek terjesztése, a falu életének vizsgálata, a lapkiadó egyesület mozgalmi életének tükrözése. Alakja, terjedelme és példányszáma a laptulajdonos egyesület 1936-os demokratikus átszervezése után jelentősen növekszik. Főszerkesztője megjelenésétől Szádeczky Lajos, majd 1920 júniusától 1936 áprilisáig Török Bálint, 1936-tól 1942-ig Teleki Ádám, 1943-tól 1944-ig Demeter Béla (1944. október és november havában megjelenése szünetel, az 1944. decemberi számon főszerkesztő nem szerepel). A szerkesztésben 1936-tól kezdve egy 35-40 tagú szerkesztőbizottság működött közre, köztük Sebők Mátyás Péter mezőgazdasági szakíró, főiskolai tanár. Az egyes rovatok legtermékenyebb főmunkatársai 1920 és 1944 között: Antal Dániel, Bikfalvi Ferenc, Bodor Kálmán, Farkas Árpád, Konopi Kálmán, Kós Balázs, Kós Károly, Kuthy Sándor, Nagy Endre, Nagy Miklós, Páter Béla, Ritter Gusztáv, Seyfried-Szövérdi Ferenc, Szász Ferenc, Szász István, Szeghő Dénes, Szentkirályi Ákos, Telegdy László, Tóth Tibor, Veress István, Zalányi Tibor.
A lap szakirodalmi tevékenysége jelentős: 1944-ben már 61 000 példányban jelent meg, s szinte valamennyi erdélyi faluba eljutott, ahol magyarul olvastak. Könyvsorozat kiadásával is próbálkozott (Az Erdélyi Gazda Könyvtára), de művelődéspolitikai jelentősége inkább az évi mellékletként megjelenő Az Erdélyi Gazda Naptárának volt, amely a mezőgazdasági tárgyú írásokon kívül sok szépirodalmi és tudománynépszerűsítő anyagot közölt. Míg a naptárt még 1947-ben is kiadták, az Erdélyi Gazda utolsó, összevont 1-3. száma Kós Balázs szerkesztésében 1945. április 20-i keltezéssel jelent meg. Önálló mellékletei: Hangya (1920-25), Méhészeti Közlöny (1922-27), A Gazda Jogi Melléklete (1937-39) és Kisállattenyésztő (1939).
Hosszú szünet után 1989 után indították újra, ebben az időben felelős szerkesztője volt Farkas Zoltán András, jeles munkatárs pedig Varga András mezőgazdasági szakíró.